# Erylus globulifer
Erylus globulifer är en svampdjursart som beskrevs av Gustavo Pulitzer-Finali 1993. Erylus globulifer ingår i släktet Erylus och familjen Geodiidae. Inga underarter finns listade i Catalogue of Life.